# National Oceanic and Atmospheric Administration
La National Oceanic and Atmospheric Administration (in acronimo NOAA; in italiano "Amministrazione nazionale per l'oceano e l'atmosfera") è un'agenzia scientifica e normativa statunitense, all'interno del Dipartimento del commercio degli Stati Uniti d'America, che si occupa di previsioni meteorologiche, monitoraggio delle condizioni oceaniche e atmosferiche e tracciammento di mappe dei mari; inoltre conduce esplorazioni in acque profonde e gestisce la pesca e la protezione dei mammiferi marini e delle specie in via di estinzione nella zona economica esclusiva degli Stati Uniti.

## Storia
Il NOAA così com'è nasce nel 1970 per effetto della riorganizzazione di vari enti federali statunitensi per lo studio del mare, degli oceani e dell'atmosfera. La data di nascita effettiva è però anteriore al 1970, risale alla prima agenzia americana per lo studio dei mari del 1807, infatti il NOAA nel 2007 celebrò i suoi 200 anni di vita.
L'agenzia è anche attiva nel settore dei programmi per satelliti meteorologici e si occupa dello studio del clima, sia negli Stati Uniti d'America che a livello planetario. In particolare, è in fase di realizzazione un archivio con i dati meteorologici del passato (serie storiche) relativo a numerose stazioni meteorologiche presenti nel mondo. Esegue anche studi sulla dinamica atmosferica e sulle correnti marine oceaniche che possono influenzare il clima su larga scala.